# 충정훈련
충정훈련(忠情訓練)은 군에서 5·18 광주 민주화 운동을 진압하기 위해 실시한 공세적 진압 훈련이다. 1980년 5월 당시 정부는 수도권 주위에 배치된 이른바 '충정부대'를 중심으로 강도높은 충정훈련을 실시하던중, 충정훈련을 받은 공수부대는 광주에 투입되어 신속하게 진압했다.
충정부대는 수방사 예하사단과 특전사 1·3·7·9여단, 수도권의 20·26·30·33사단 등을 지칭하는 것으로, 대(對)정부 전복행위와 소요를 진압하기 위한 작전에 투입되는 부대들이다. 충정부대는 유사시 수방사의 작전통제를 받는다.

## 1980년의 충정훈련
1980년 2월 18일 육군본부의 특별지시가 1·2·3야전군사령관과 특전사령관, 수경사령관, 치안본부장에게 내려졌다. 그 내용은 1/4분기의 충정훈련을 2월 중 조기 실시해서 완료하라는 것이었다.
같은 해 3월 4일에서 6일까지 수경사(現 수방사)에서는‘제1차 충정회의’가 열렸다. 노태우 수경사령관, 정호용 특전사령관과 1·3·5·7·9·11공수특전여단장, 20·26·30보병사단장 및 해당부대 작전참모, 치안본부장, 시경국장 등이 참가한 이날 회의는 수도권 소요사태에 대한 대비태세를 점검하는 것이었다. 이들은 회의에서 수도권 소요사태에 대한 대비책과, 향후 충정훈련을 더 강화하고 즉각적인 출동태세를 유지할 것을 결정했다. 
4월 12일 특전사령관 정호용은 수도권 지역의 충정작전 출동을 위한 차량 배치를 육군참모총장에게 요청했다. 육군본부는 제1항공여단에 중앙기동부대인 5개의 항공조를 편성 대기하도록 지시했으며, 특전사에는 공중지원에 소요되는 화학탄과 화염방사기 및 병력을 1항공여단에 지원하며 각급 부대는 500MD 운용계획을 수립하고 필요한 훈련을 실시토록 지시했다.
당시 공수부대원들은 광주로 투입되기 전에 시위진압 훈련인 ‘충정훈련’을 받았는데, 훈련의 강도는 대단히 높았다. 많은 공수부대원들은 1980년 초반부터 이전보다 충정훈련 시간이 많아졌으며, 부대에서 퇴근도 하지 못한 채 계속 충정훈련을 받았다고 증언했다.

### 비판
광주에서 공수특전부대가 전개한 시위진압 방식은 모두 잔혹하기 이를 데 없었다. 공수부대는 요인의 암살과 적의 후방에 침투하여 신출귀몰한 게릴라전을 수행할 수 있는 최정예 병사들로 구성된 특수부대이다. 따라서 군경 무기고를 탈취한자들을 상대로 충정작전을 수행하기에는 과격하고, 또한 터무니없이 강력한 부대일 수밖에 없었다. 전남도청에 쌓인 수류탄더미 및 12.7미리 중기관총 사진이 현재까지 전해져 남아있다.

## 충정작전의 개요
- 진압 책임 : 군, 경찰
- 작전 성격 : 공세적 진압
- 작전 목표 : 돌격, 와해, 재집결 불허 (분쇄, 주모자체포)
- 장비 : 경(輕)무장 - 기동에 유리 기본화기 최대활용 (진압봉 휴대 : 와해 후 체포시 필요)[1]